# Église Saint-Aubin de Saint-Aubin (Landes)
Pour les articles homonymes, voir Église Saint-Aubin.
L’église Saint-Aubin est un lieu de culte catholique situé sur la commune de Saint-Aubin, dans le département français des Landes. Elle est inscrite au titre des monuments historiques le 17 avril 2007.

## Présentation
Élevée sur une butte aménagée, l'église de Saint-Aubin, dans sa partie la plus ancienne, date de la deuxième moitié du XIIe siècle. À cette époque, elle ne comporte qu'une abside, sa travée droite, assez vaste, et une nef, un peu plus large encore.
Alors que cette nef forme à l'origine une salle nue seulement couverte d'une charpente, l'abside est voûtée d'un berceau et dotée d'un décor sculpté riche et complexe. Le chœur roman est orné d'une arcature à dix arcades. Le chapiteau d'une des arcades présente le sacrifice d'Abraham. Un des chapiteaux de l'arc triomphal illustre le prophète Daniel dans la fosse aux lions. À l'extérieur, les fenêtres s'ouvrent sous les arcades encadrées par des colonnettes et des chapiteaux.
L'église est fortifiée au XIVe siècle. La tour clocher massive qui se dresse à l'ouest est élevée sur l'extrémité de la nef elle-même, dont les murs sont exhaussés, la quatrième face étant bâtie au-dessus d'un grand arc transversal. À la même époque, une voûte est lancée sur la nef mais elle est détruite en 1569 par le capitaine huguenot Castaignet. Il n'en subsiste que quelques départs de nervures. Ces destructions épargnent en revanche les voûtes qui couvrent le collatéral édifié du côté nord au début du XVIe siècle.
La chaire de pierre date de 1764 ; M Delisle, curé de la paroisse, la fait réaliser par Jean Labat, maître maçon. C'est l'un des rares exemples de chaires en pierre conservées dans les Landes, avec celles d'Audignon, de Brocas à Montaut ou de Saint-Jean d'Aulès à Doazit.

## Galerie
Vues d'ensemble

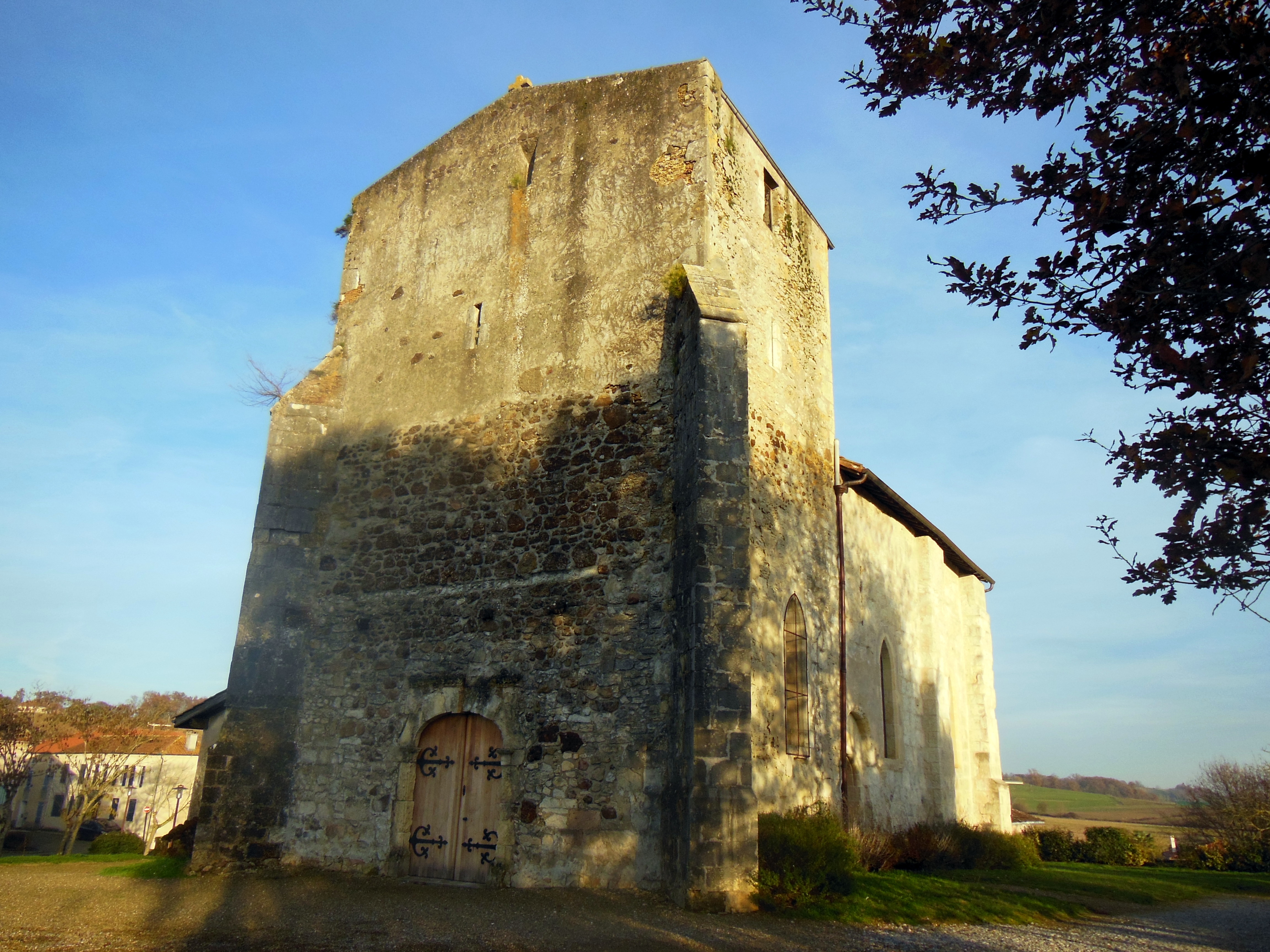
Tour de l'église
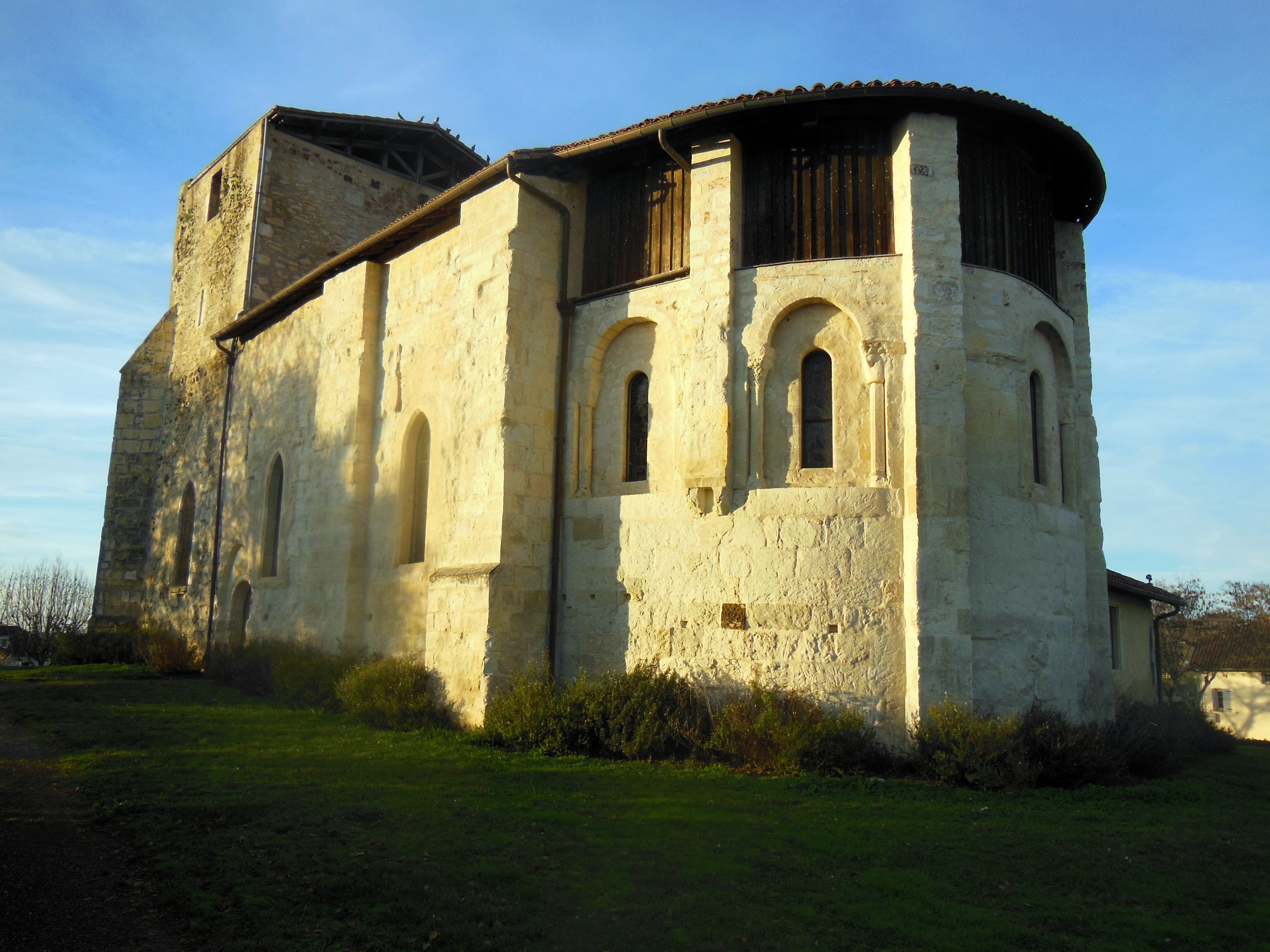
L'abside
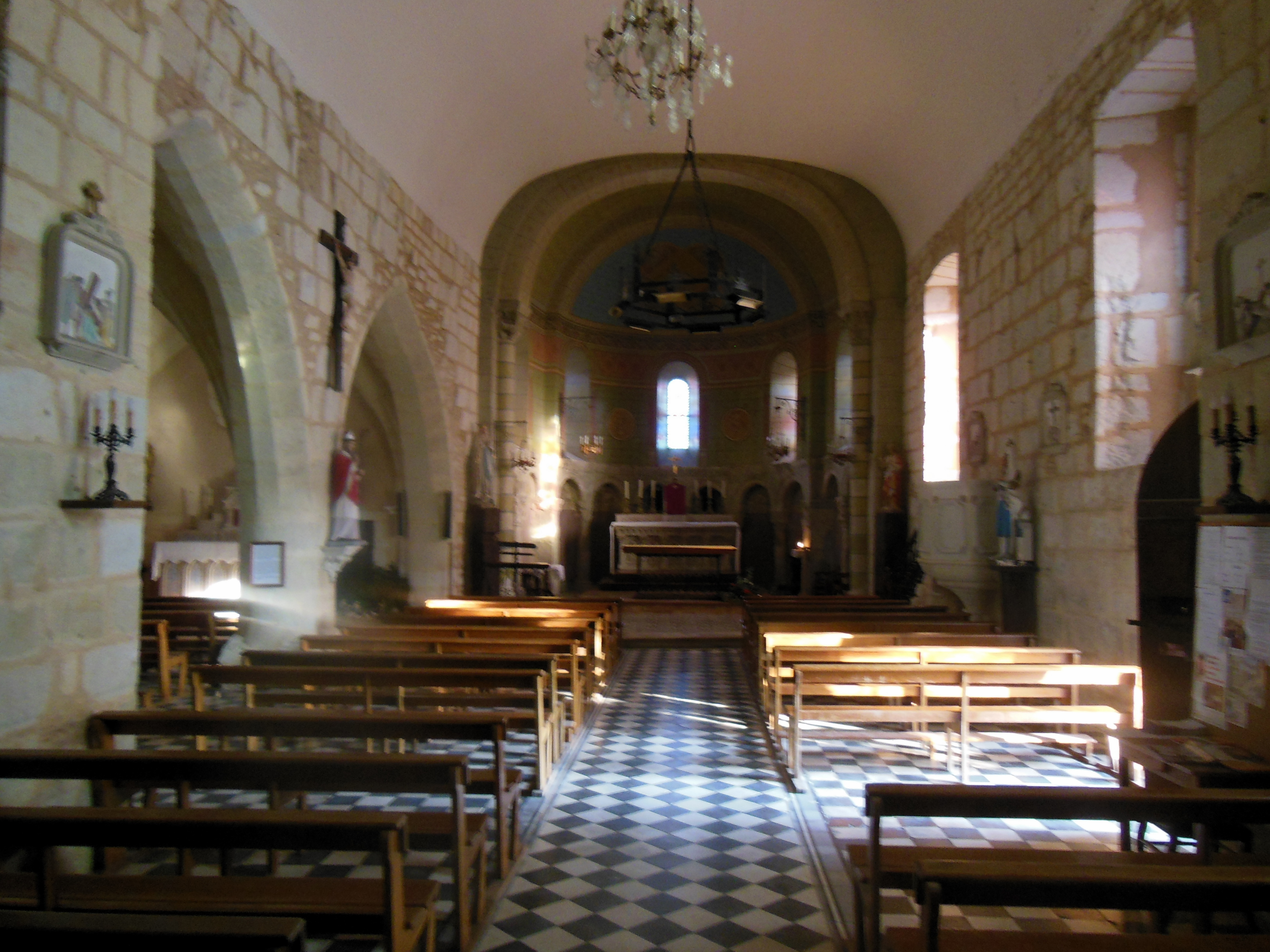
La nef

Détails

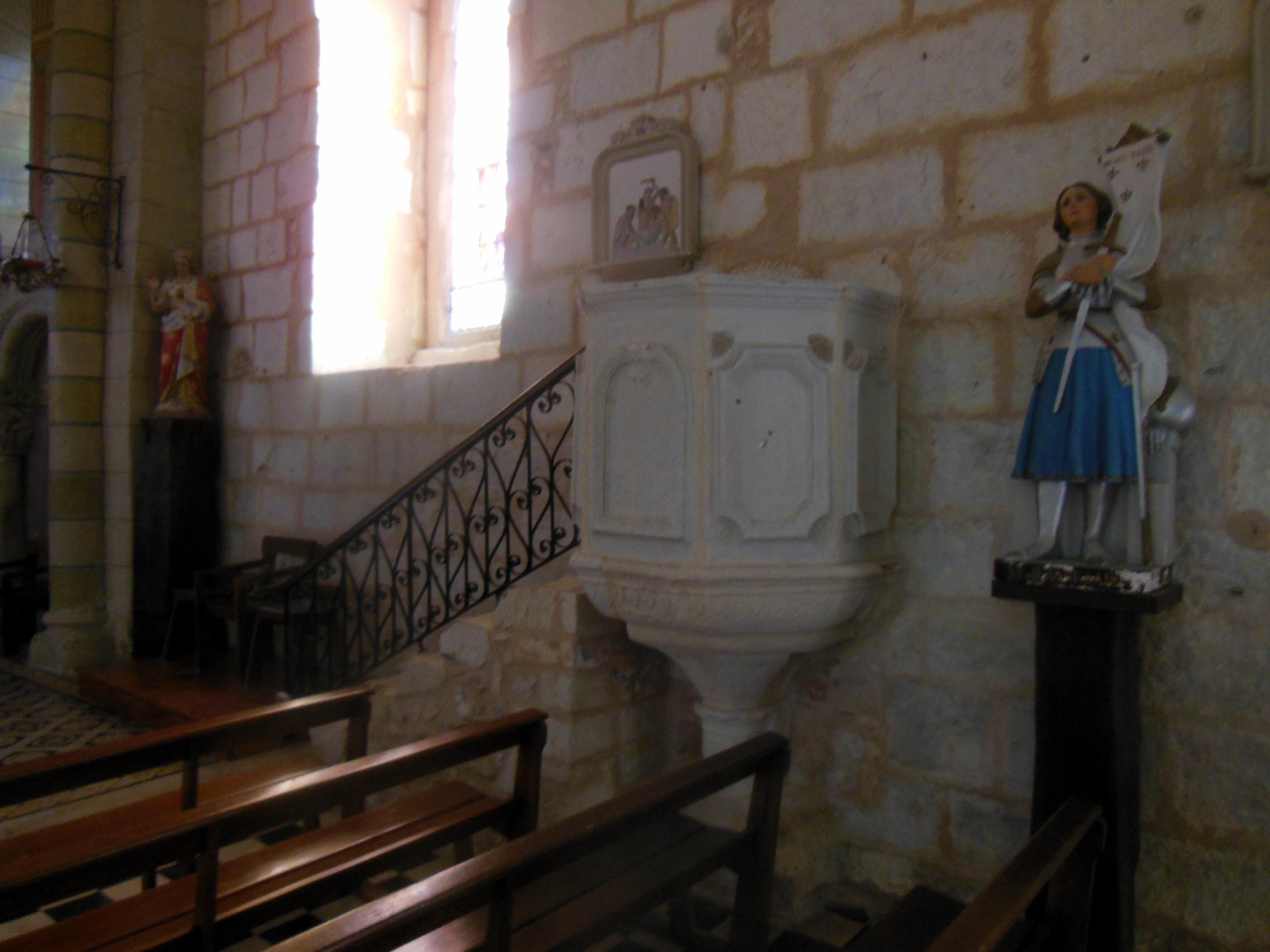
La chaire en pierre
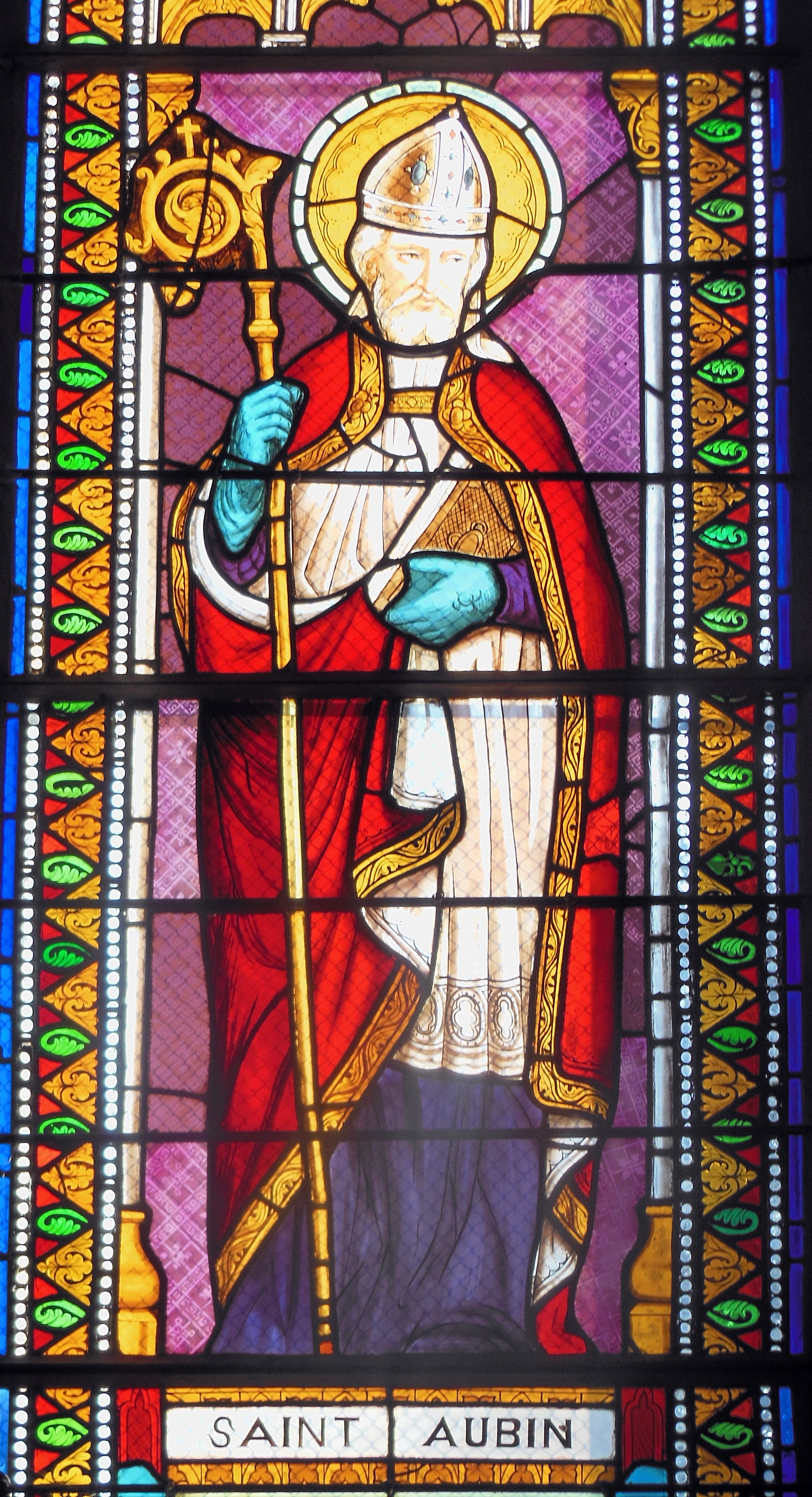
Le vitrail représentant saint Aubin
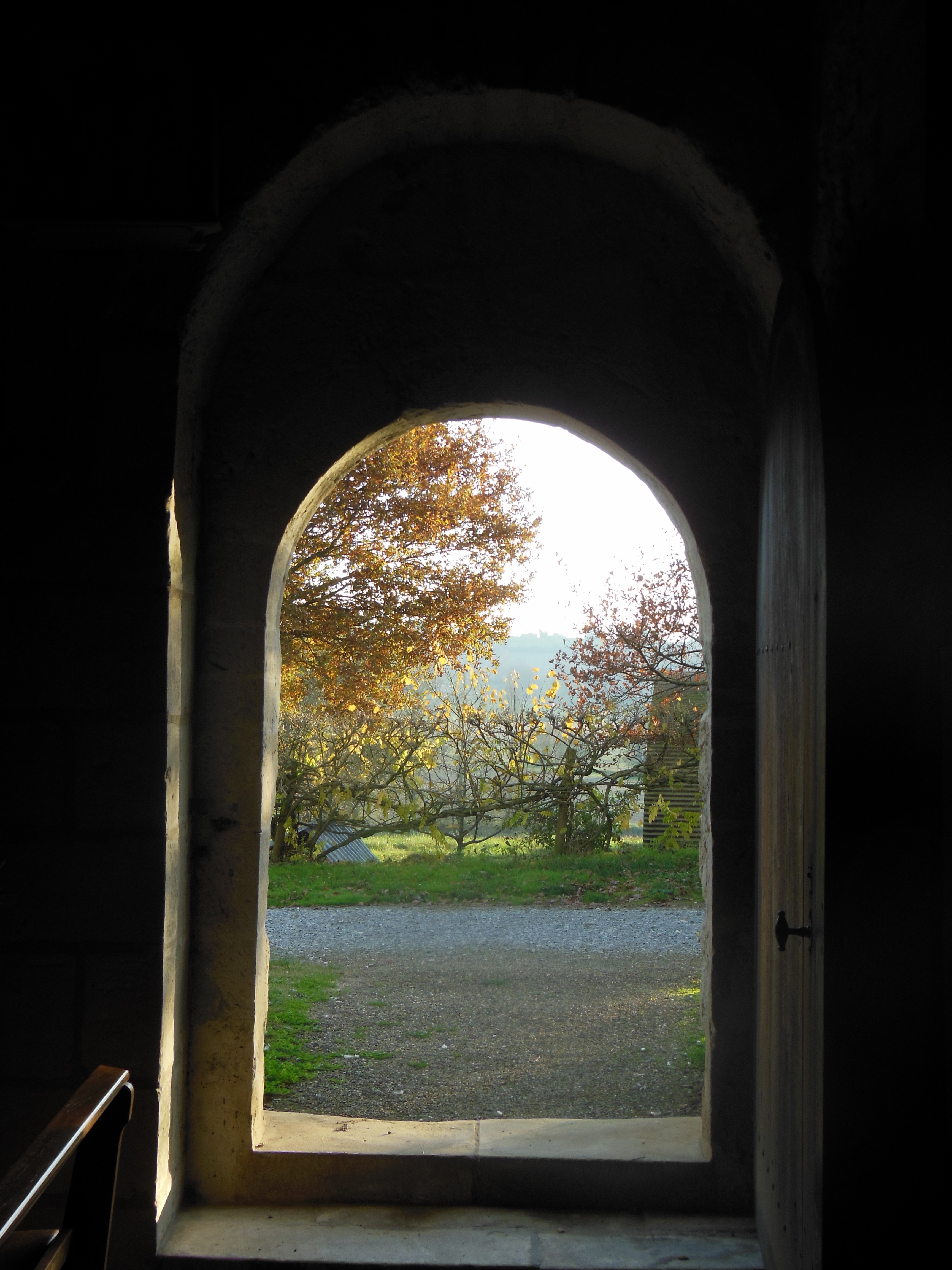
La porte des cagots
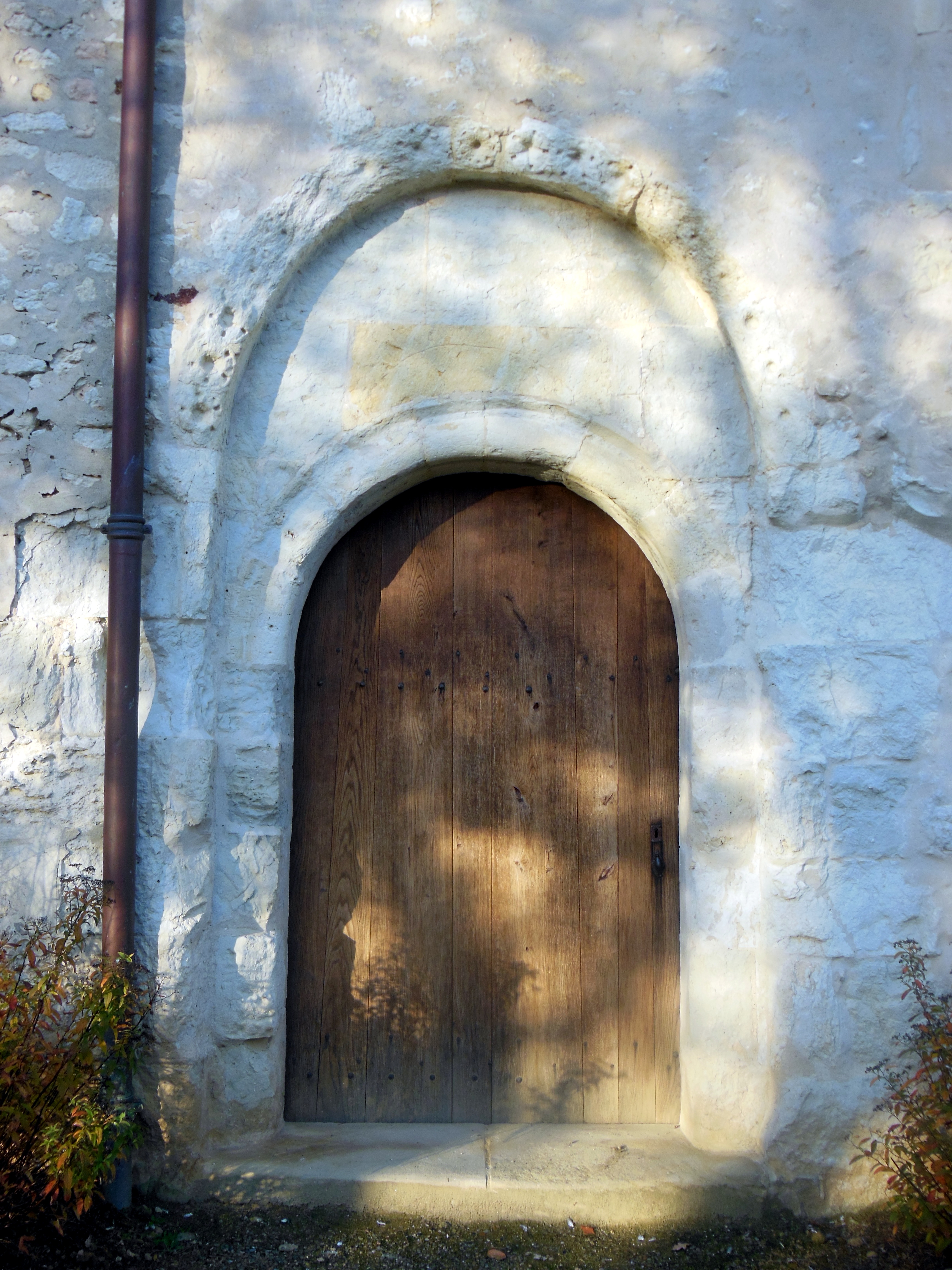
La porte des cagots
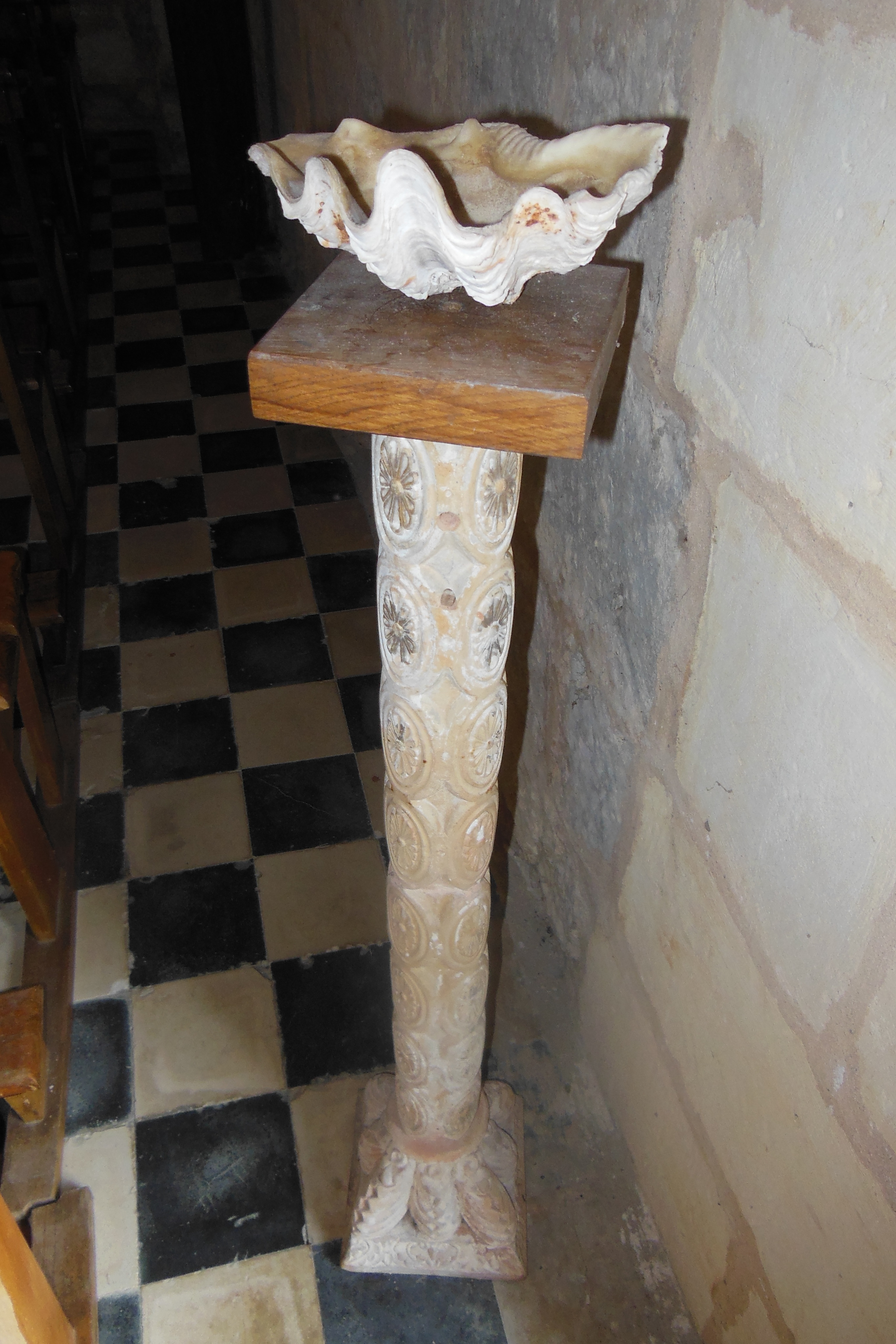
Le bénitier des cagots
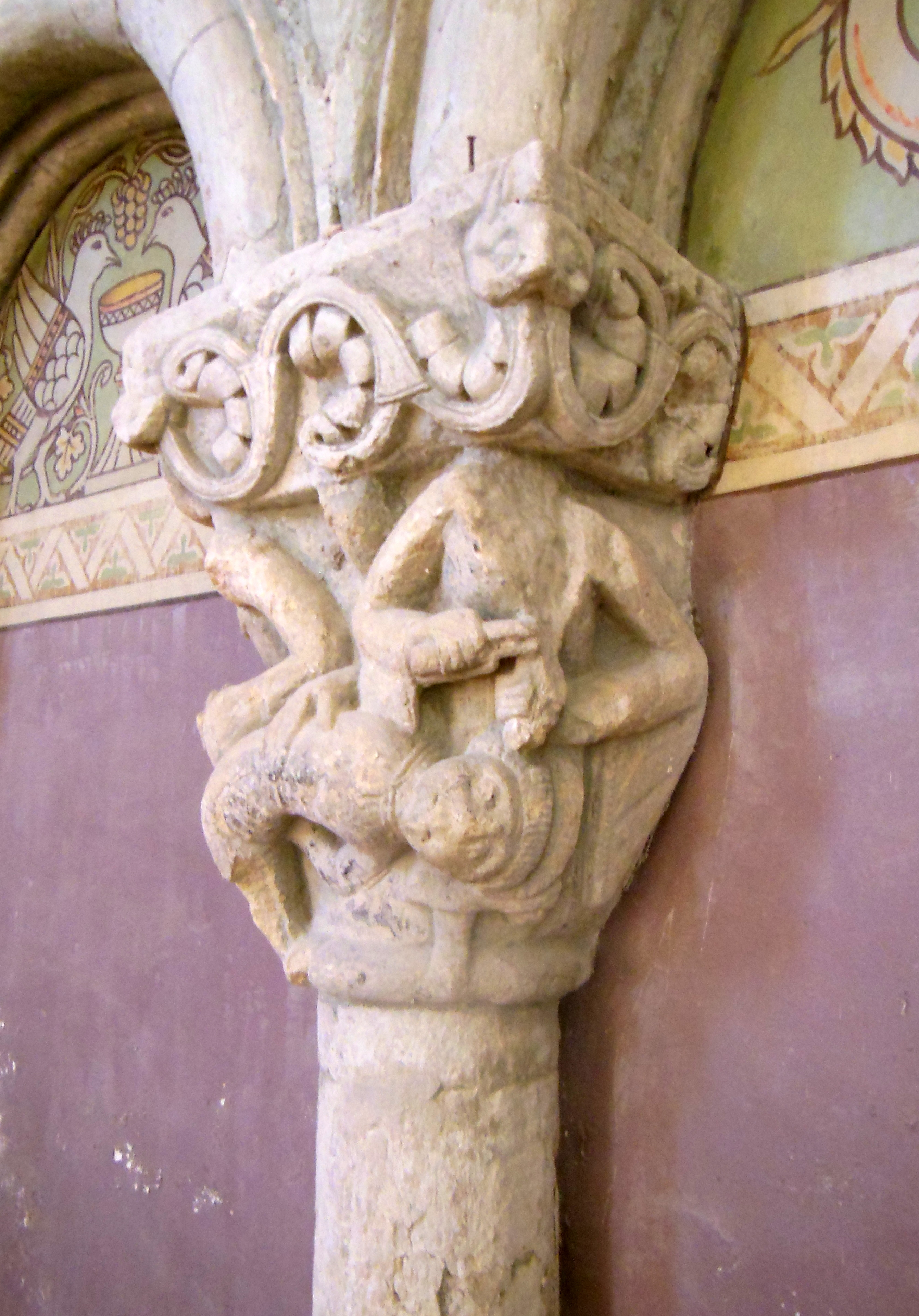
Chapiteau représentant le sacrifice d'Abraham
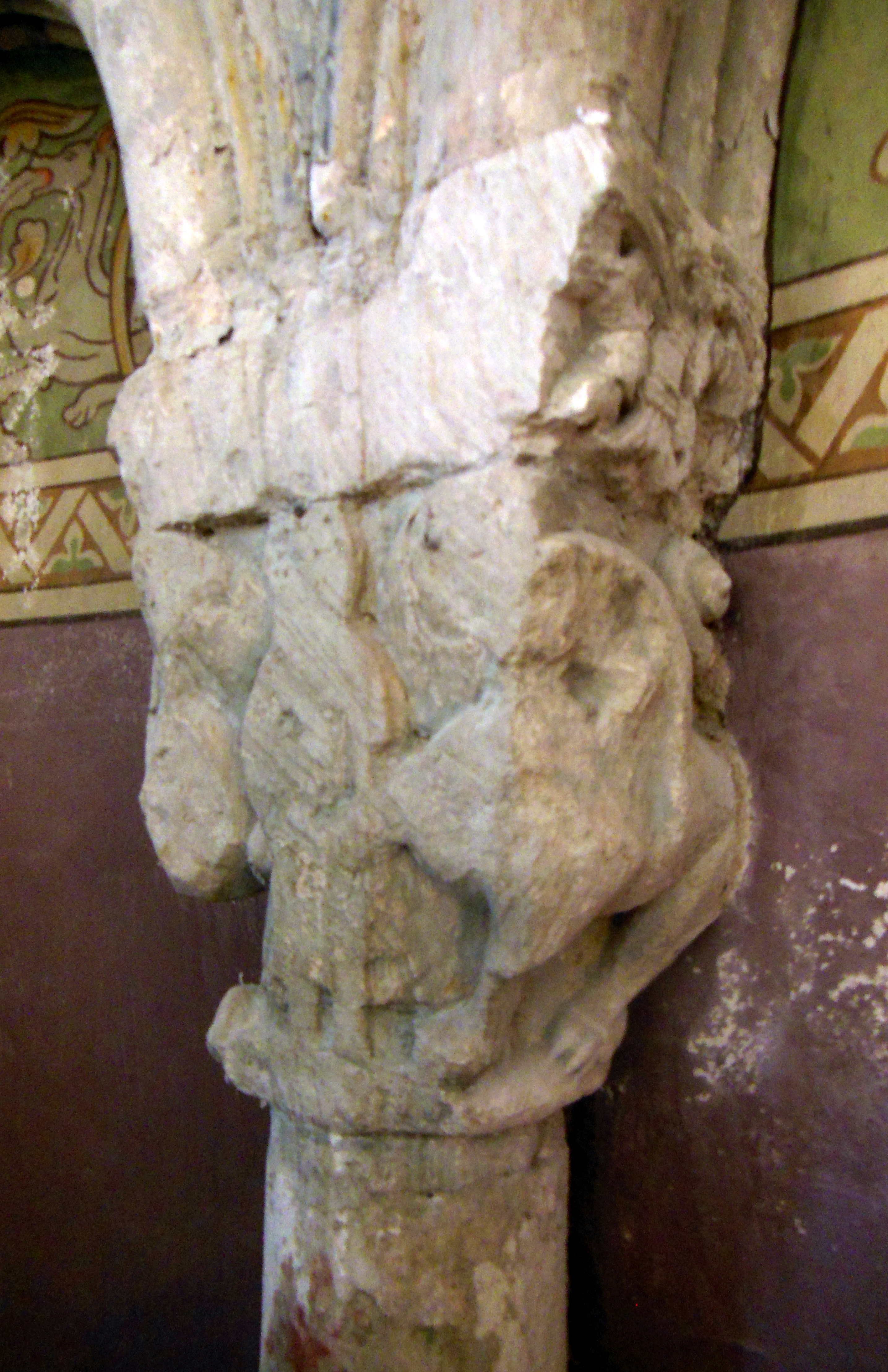
Chapiteau représentant Daniel dans la fosse aux lions